# Портакомаро
Портакомаро (итал. Portacomaro) је насеље у Италији у округу Асти, региону Пијемонт.
Према процени из 2011. у насељу је живело 855 становника. Насеље се налази на надморској висини од 226 м.

## Становништво
Према резултатима пописа становништва 2011. у општини је живело 1.976 становника.
| 1936. | 1951. | 1961. | 1971. | 1981. | 1991. | 2001. | 2011. |
| ----- | ----- | ----- | ----- | ----- | ----- | ----- | ----- |
| 2.511 | 2.042 | 1.926 | 1.692 | 1.694 | 1.844 | 1.992 | 1.976 |